# Maria Brizzi Giorgi
Maria Brizzi Giorgi   (Bolonya, 7 d'agost de 1775 - Bolonya, 7 de gener de 1812) fou una compositora, organista i pianista italiana.
Com a figura destacada del període bolonyès napoleònic, Maria Brizzi va contribuir a la reputació de Bolonya com a centre cultural i com a ciutat de la música i va tenir un paper important en la formació musical del jove Gioachino Rossini. Després de caure en l'oblit, va ser redescoberta l'any 2011. Les seves composicions s'han perdut en gran part.

## Biografia
Maria Brizzi va néixer el 7 d'agost de 1775 al Palazzo Albergati de la via Saragozza de Bolonya, en el si d'una família de músics: el seu pare, Luigi Brizzi, barber de professió, tocava la trompa de caça i els dos germans grans, Ludovico i Antonio, eren cantants consolidats. La mare fou Anna Neri. La fama del germà Antonio Giovanni Maria Brizzi (1770-1854) va ser internacional, en la seva llarga trajectòria va actuar a Dresden, Viena, París i Múnic, entre altres ciutats. Dos germans més, Francesco i Ignazio, es van establir com a instrumentistes a les acadèmies i teatres bolonyesos.
Nena prodigi, als nou anys va començar a actuar i als dotze ja era organista del convent de les monges de San Bartolomeo, a Ancona.
Va ser intèrpret de clavicèmbal, virtuosa del piano, de la composició improvisada i una compositora apreciada per Clementi i per Haydn. Maria Brizzi va compondre cantates per a la banda de la Guàrdia Nacional i himnes patriòtics per a Napoleó i el virrei Eugeni de Beauharnais, per encàrrec oficial del municipi de Bolonya, entre altres obres. Malgrat la seva bella veu, la debilitat del seu cos li va impedir desenvolupar la carrera de cantant.
Maria Brizzi fou elogiada com "una de les dones més belles i famoses del seu temps" i admirada per la seva bellesa fins i tot per Antonio Canova, però el seu atractiu físic no era tan important com la seva qualitat com a músic.
El 1794 es va casar amb Luigi Giorgi conegut com el metge del sucre, una figura destacada del jacobinisme bolonyès: advocat, funcionari de la prefectura, periodista, dramaturg, orador del Cercle Constitucional i fiscal del tribunal militar que el 1798 va condemnar a morir el rector de Varignana, don Pietro Maria Zanarini, responsable de l'enderrocament de dos Arbres de la Llibertat que alguns joves de la vila havien posat davant de la seva rectoria el dia del Corpus Christi.
Amb motiu de la visita de Napoleó a Bolonya el gener de 1797, al teatre Marsigli, Brizzi Giorgi va compondre i interpretar l'himne per a la celebració de l'esdeveniment, en presència del mateix general, la seva germana Paolina i Josefina de Beauharnais.
El desembre de 1805 va reaparèixer a Bolonya després d'una llarga absència. Havia estat fora durant divuit mesos, establerta a Viena, a la Cort Imperial. En tornar, va posar música i interpretar, en nom del Municipi, un himne amb un text de l'escriptor Paolo Costa en honor de la visita d'Eugeni de Beauharnais, que va arribar a Bolonya pocs dies després de la batalla d'Austerlitz.
Del 1806 al 1809 va ser la fundadora d'una Acadèmia, que esdevindria un referent cultural, com a saló musical, l'Accademia Polimniaca, que va comptar entre els membres fundadors al comte Carlo Caprara, Consultor de l'Estat i Gran Scudiere de la Corona d'Itàlia. En una sala al costat de casa seva, la Maria proposava "freqüents acadèmies de música vocal i instrumental", finançades per una Societat Ciutadana, en les quals emergien les seves virtuts com a "excel·lent mestra de música i inimitable experta del piano". En aquestes ocasions podia interpretar capritxos improvisats davant els notables de la ciutat, juntament amb virtuosos de diversos instruments i importants artistes de pas, ajudant a difondre el coneixement de la música instrumental tan de moda a Alemanya, "la de Steibelt i Beethoven, o qualsevol altre mestre alemany desconegut". Els concerts musicals, sobretot en les reunions habituals dels divendres al vespre, eren seguits d'un ball, al qual assistien dames de l'alta societat, com la comtessa Cornelia Martinetti, de qui queda un record a casa Giorgi: «Vaig veure ballar aquella Venus; que Venus realment semblava».

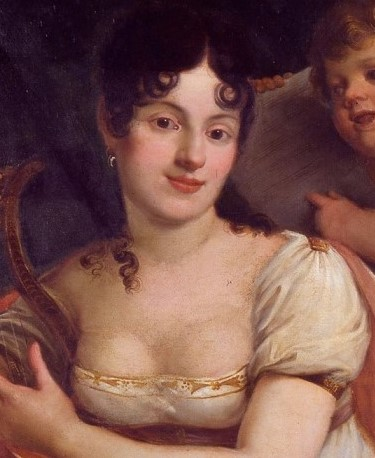
Filippo Gargalli (1750-1835), Retrat de Maria Brizzi Giorgi (1806) Museo internazionale e biblioteca della musica (detall)

El 1806, Maria Brizzi Giorgi proposà la celebració d'una gran vetllada en honor del comte Carlo Caprara, celebrada el 31 de juliol i que comptà com a cantant a Gioachino Rossini, de catorze anys, participant en un trio del compositor i duc Giovanni Riario Sforza. El 21 de novembre de 1806 va tenir lloc l'entrada de Maria Brizzi Giorgi com a membre d'honor de l'Acadèmia Filharmònica per la seva qualitat com a pianista. Aquell dia Maria era a més la portadora d'una petició d'entrada a l'Acadèmia de la soprano espanyola Isabella Colbran, que va ser acceptada per aclamació. El debut italià d'Isabella Colbran, futura esposa de Gioachino Rossini, va tenir lloc a l'Accademia Polimniaca de Maria Brizzi Giorgi l'11 d'abril de 1807.
Maria Brizzi Giorgi va organitzar per a Gioachino Rossini, el 23 de desembre de 1808 a l'Accademia Polimniaca, la vetllada del seu debut oficial com a compositor i concertista, davant d'un públic competent i selecte, presentant, juntament amb la mateixa Giorgi una Simfonia en re major composta especialment per ell per a l'ocasió i avui en dia més coneguda com a Simfonia de Bolonya. Aquest esdeveniment va comportar la primera ressenya impresa de la carrera com a compositor de Gioachino Rossini.
Brizzi Giorgi no organitzava, componia ni tocava només per a l'Accademia Polimniaca. Juntament amb el virtuós de la mandola, Pietro Vimercati, va organitzar el primer concert de cambra registrat pels diaris al Teatre Municipal de Bolonya (Redattore del Reno de 2 de febrer de 1808, el concert va tenir lloc el 29 de gener). Fou també aclamada a l'Accademia dei Concordi, de la qual era membre honorària, i a la Societat del Casino, en la qual organitzava vetllades juntament amb Francesco Sampieri i Teresa Albergati, on fa oferir un concert amb Niccolò Paganini el 18 de març de 1811 (concert repetit al Teatre Municipal el 14 d'abril següent).
Després d'un embaràs difícil, en què fou assistida pels metges Gaspare Uttini i Matteo Venturoli, Maria Brizzi Giorgi va morir als trenta-sis anys de part, després d'haver donat a llum el seu fill Eugenio, que hi va sobreviure. Uns dies abans, el 26 de desembre, havia actuat per darrera vegada davant la seva família i uns quants amics íntims, interpretant les variacions de l'ària Nel cor più non mi sento de Paisiello que havia interpretat en dos dels seus concerts, a duo amb Niccolò Paganini, els mesos de març i abril anteriors, a la Societat del Casino i al Teatro Comunale de Bolonya. La filla primogènita, Teresa Giorgi, va transcriure les últimes notes tocades per la seva mare: aquesta partitura es conserva ara al Museu Internacional i Biblioteca de Música de Bolonya i representa la seva única composició improvisada que ha arribat fins als nostres dies.
El funeral es va celebrar amb pompa solemne el 9 de gener a l'Ospitaletto di San Francesco. El 22 de gener de 1812, a l'església de les Muratelle, els seus pares i germans van organitzar una gran cerimònia fúnebre de la qual queda un important testimoni imprès en l'oració fúnebre d'Antonio Bacchetti. Posteriorment, hi va haver altres cerimònies a la seva memòria, com la que va tenir lloc a la Societat del Casino el 23 de maig. El dia 1 de desembre va ser homenatjada tant per l'Accademia dei Concordi, al Liceo Musicale, amb la interpretació d'una cantata composta per l'ocasió per Johann Kaspar Aiblinger i interpretada per Domenico Mombelli i Teresa Belloc-Giorgi, com a l'Acadèmia Filharmònica, a l'Església de San Giovanni in Monte, amb un concert interpretat per cent cinquanta músics d'orquestra i la lectura de l'oració fúnebre de Pietro Giordani.
Luigi Giorgi es va tornar a casar l'any 1814 amb la cantant bolonyesa Gertrude Righetti, des de llavors Gertrude Righetti Giorgi, un fet que crearà diversos malentesos historiogràfics respecte als dos músics.
Després d'un llarg període d'oblit, Maria Brizzi Giorgi fou redescoberta l'any 2011 gràcies al descobriment de la partitura Marcia della Cittadina Giorgi, datable entre 1796 i 1799, que donà lloc a més investigacions i var permetre testimoniar la influència de Giorgi i la seva Acadèmia. Polinniaca en la formació del jove Rossini, així com reconèixer-la en el retrat sense nom conservat al Museu Internacional i Biblioteca de Música, obra de Filippo Gargalli. Fins ara, les seves composicions romanen gairebé totes perdudes.
Maria Brizzi Giorgi descansa amb el seu marit i amb Gertrude Righetti a la modesta tomba número 295 situat als peus del Monument als Màrtirs de la Independència, a la Sala de les Tombes del cementiri monumental de la Certosa de Bolonya.